# Antonia Bosman
Antonia Belén Bosman Nervi (Santiago, 28 de junio de 1996) es una actriz de televisión y cantante chilena.

## Biografía
Debutó como actriz en el año 2017 en la telenovela Wena profe de Televisión Nacional de Chile. Su rol fue el de Antonia Acuña, una adolescente, alumna del Bristol School.
En el año 2018 realiza una participación especial en la telenovela Si yo fuera rico de Mega, interpretando a Alejandra, una chef que desea conquistar a Dante (Simón Pešutić).
El mismo año es llamada para trabajar en la nocturna Pacto de sangre de Canal 13, en donde interpreta a Daniela Solís, una joven que se dedicaba a la prostitución con el nombre de "Vanessa", que fue asesinada por un grupo de amigos que juran guardar silencio al respecto.
En 2020 se integra al elenco de Verdades ocultas en la quinta temporada de esta telenovela. Su personaje aquí es el de Julieta Müller, una joven estudiante hija de Gracia (Katty Kowałeczko). 

### Carrera musical
En junio de 2020 debuta como cantante con su canción Otra Noche de estilo Música urbana.
En febrero de 2022 lanza su primer EP, llamado Luna en Sagitario.

## Filmografía

### Telenovelas
| Año       | Título           | Personaje               | Canal    |
| --------- | ---------------- | ----------------------- | -------- |
| 2017-2018 | Wena profe       | Antonia Acuña           | TVN      |
| 2018      | Si yo fuera rico | Alejandra               | Mega     |
| 2018-2019 | Pacto de sangre  | Daniela "Vanessa" Solís | Canal 13 |
| 2020-2021 | Verdades ocultas | Julieta Müller          | Mega     |

### Series
- Héroes invisibles - Marianita Pavéz (Chilevisión/YLE, 2020)

### Programas
- Muy buenos días - invitada (TVN, 2017)
- Rojo - invitada (TVN, 2018)
- Mucho gusto - invitada (Mega, 2018)
- Sigamos de largo - invitada (Canal 13, 2018)
- Bienvenidos - invitada (Canal 13, 2018)
- Cadena nacional - invitada (Vía X, 2019)
- Pasapalabra - invitada (Chilevisión, 2019)
- Francamente - invitada (Canal 13, 2020)
- La divina comida - invitada (Chilevisión, 2021)

## Música
- 2020: Otra Noche.
- 2020: Desayuno.
- 2020: Pa’ Nadie.
- 2021: Hielo.
- 2021: Dímelo.
- 2021: Lo Siento.
- 2021: Ven aquí.
- 2022: EP: Luna en Sagitario (Carediosa, Cuando Tú Te Vas, Mantra, Para Ya No Verte, Ven Aquí)